# Дорфман, Михаэль
Михаэ́ль (Михаи́л) Бори́сович До́рфман (ивр. מיכאל דורפמן‎; род. 17 сентября 1954, Львов) — израильский этимолог, русскоязычный писатель; журналист, издатель и активист протестных движений, публицист. Эмигрировал из СССР сначала в Израиль (1976), затем (2001) — в США.
Пишет преимущественно по-русски.

## Литературная деятельность
В 2001—2006 публиковал научно-популярные тексты, составившие сборники «Еврейский словарь Михаэля Дорфмана» о языке идиш и «Евреи и жизнь». Три сборника «Евреи и жизнь» издания АСТ (Москва) презентованы на Международной московской книжной ярмарке (2008).
Реферат эссе «Как евреи произошли от славян» опубликован в Сборнике конференции «Филтрадиции 2008» МГПИ-РКН.
Автор публикаций в Израиле, Украине, России, Польше, США, Германии, Бельгии и в Нидерландах.

## Журналистская и публицистическая деятельность
В 1992—2000 издавал и редактировал в Израиле газеты на русском языке «Аспекты» и «Негев». Публиковался в русскоязычных газетах Израиля «Вести», «Время», «Новости недели», «Наша страна», «Панорама», «Секрет», «Зеркало», «Круг» и др.)
Сотрудничал с израильскими газетами «Маарив» и «Едиот Ахронот», с радиостанцией Галей Цахал.
Дорфман много выступал в ивритских СМИ. Участвовал в качестве эксперта и комментатора по делам русских в Израиле в радиопередачах Шели Яхимович на радиостанции «Решет Бет», в телепрограмме Яира Лапида на 1-м канале Израильского государственного ТВ. Был приглашен на престижное интервью в передаче «Личные вопросы» (Шеелот ишийот) Якова Агмона на радио «Галей Цахал» (2 сентября 2000) и в программе «Шабат тарбут» Мордехая Арциэли (10 декабря 2000) и др.
Проводил журналистские расследования для 1-го канала Израильского ТВ (потребительская передача «Колботек»), для Второго канала Израильского ТВ, для газет «Маарив», «Коль-Би» и «Вести». Большой резонанс имело расследование нарушений журналистской этики и торговли заказными материалами для новостей 2-го канала в новостях (16 ноября 2000 года).
Работал также для зарубежных СМИ в Израиле: «Асахи симбун» (Япония), радиостанция La Première (Швейцария), телеканал «Культура» (Россия), «Галицкие контракты» (Украина), Joods Nederlands Weekblad (Нидерланды) Sky Channel и Independent (Великобритания) и др. В 1998-99 — линейный продюсер передач телекомпании «Совершенно секретно» в Израиле.
С 2004, проживая в США, является постоянным автором иерусалимского литературно-публицистического журнала «Nota Bene» (Иерусалим), интернет-издания Unipress (Русский мир Колорадо), литературно-публицистического альманаха «Лебедь» (Бостон), «Ами» (Санкт-Петербург).
Публицистические статьи Дорфмана широко публикуются в интернете на левых («Перспектива», российские «Sensus Novus» и «Скепсис») и на правых («Дуэль», «Седьмой канал») сайтах. Эссе и культурологические работы публикуются в «Букнике», «Корни», «Восток-Запад», Sensus novus, «Взгляд» «Независимая Газета- Религии», «Полемика» (Украина), «Обозреватель», «Курс» и др.

## Общественная деятельность
С 1991 по 2000 занимался общественными и просветительскими проектами интеграции русскоязычных репатриантов в Израиле. Возглавил добровольное товарищество «Ламерхав», провозгласившее в своем уставе помощь школьникам-жертвам насилия на межэтнической почве в израильских школах и борьбу с расизмом в системе израильского государственного и государственно-религиозного просвещения. В рамках товарищества была организована сеть групп поддержки на принципах «12 шагов» и «12 принципах» анонимных сообществ.
В 1999 организовал акцию протеста Русские Пантеры против расизма в Израиле с целью обратить внимание общества на положение детей русскоязычных репатриантов в системе израильского государственного просвещения. Акция получила широкое освещение в прессе. Сюжеты об акции «Русские пантеры» появились в израильских газетах «Маарив» (10.04.2000, 4.04.2000, 22.03.2000 и др.) «Хаарец» (англ. версия), в журнале «Анашим» (израильский People) 4.05.2000) в молодёжном приложении газеты «Едиот ахронот» (а-Noar 28.04.2000). Большое интервью с Михаэлем Дорфманом появилось 26.06.2000 в субботнем магазине «Маарив» (русск, перевод). Сюжеты о «Русских пантерах» прошли в блоках новостей в праймтайм на Первом канале Израильского государственного ТВ (5.06.2000) и Второго канала (8.06.2000). Дорфман и участники акции «Пантер» принимали участие в телешоу Акивы Эльдара на 1-м канале израильского ТВ, в передаче «Доброе утро, Израиль» и др. Практически все русскоязычные СМИ в Израиле посвятили акции «Русских пантер» обширные публикации.

Дорфман декларирует свою позицию в своем блоге: 
Я консерватор, джефферсоновский республиканец, сторонник свободы слова, совести и собраний, свободы передвижения людей, идей и денег, реалист и противник утопий любого вида — национальных, социальных, экономических и религиозных. И вслед за Эдмундом Бёрком считаю основой консервативной идеологии закон жизни о том, что все изменяется .
В 2008 году на президентских выборах в США голосовал за Ральфа Надера.

## Семья
Отец — публицист Борис Дорфман (1923—2022), писал на языке идиш и на русском. Мать — Бетя Речистер (1927—2024) — заслуженный учитель Украины. Двоюродная сестра Михаэля Дорфмана — израильская писательница Алона Кимхи.

## Книги
- Книги Михаэля Дорфмана
- Михаэль Дорфман, Евреи и жизнь. Холокост — это смешно? ISBN 978-5-17-053210-0, 978-5-9713-8228-7, 978-5-903925-03-2, 978-5-226-01028-6
- Михаэль Дорфман, Евреи и жизнь. Свастика в Иерусалиме. ISBN 978-5-17-053211-7, 978-5-9713-8229-4, 978-5-903925-07-0, 978-5-226-00776-7